# Soltész Erzsébet (színművész)
Soltész Erzsébet (becenevén Soltész Bözse) (Budapest, 1974. május 21. –) Jászai Mari-díjas és Aase-díjas magyar színésznő.

## Életpályája
Édesapja mozdonyvezető, édesanyja bölcsődei gondozónő. 1988-1992 között az Óbudai Gimnázium tanulója volt. Már gyerekként színésznek készült. Szeretett mozogni, szavaló és prózamondó versenyekre járt. Gimnázium után egy évig a Térszínháznál játszott. Nyaranta pedig a Szkéné Színház kurzusain ismerkedett többek között a pekingi opera, az argentin tangó vagy épp az afrikai dzsessztánc mozgásvilágával. Időközben felvették és így 1993–1996 között a Nemzeti Színiakadémia hallgatója volt, Bodolay Géza és Peremartoni Krisztina osztályában. 1996-ban a Nemzeti Színház szerződtette, előbb ösztöndíjas segédszínészként, aztán a társulat beadványára – a Balkáni Gerle bemutatója után – 1998-ban színészként. A 2000-től, névváltoztatást követően is a Pesti Magyar Színház tagja maradt. Az Agárdy-emlékláncot 2006-ban ő kapta meg elsőként. Színészi palettája széles, amely magába foglalja az operettet, zenés-táncos darabokat, abszurdot, bohózatot ugyanúgy, mint a drámát, vagy tragédiát. Vendégművészként játszott (2002-es megalakulásától) a Maladype Színház alternatív darabjaiban, a Bárka Színházban is.
Színházi szerepei mellett időnként szinkronizál és filmekben is látható. Nevét 2004-től változtatta Erzsébetről Bözsére, amit közelebb érez magához. Hobbijai többek között a futás, kerékpározás, evezés, kézművesség.

## Színházi szerepei
| \| Szerző \| A darab címe \| Bemutató dátuma \| S z í n h á z \| Játszott szerep \| \| ---------------------------------------------------------------------------------------------------------------------------------- \| ------------------------------------------------------------------------------------------------------------------------------- \| --------------- \| ------------------------------------------------ \| ----------------------------------------------------------------------------------- \| \| Emmet Lavery \| Az Úr katonái \| 1995. \| Nemzeti Színi Akadémia, Várszínház - Refektórium \| Jimmy \| \| Victorien Sardou, Émile Moreau \| Szókimondó asszonyság \| 1995. \| Nemzeti Színház \| Vereske \| \| Lengyel Menyhért (novella), Thomas Meehan, Ronnie Graham (filmforgatókönyv), Bodolay Géza \| Lenni vagy nem lenni \| 1995. \| Nemzeti Színház \| Ellenálló \| \| Csiky Gergely \| A nagymama \| 1996. \| Nemzeti Színház \| Piroska \| \| Johann Nepomuk Nestroy, Heltai Jenő \| Lumpáciusz Vagabundusz vagy a három jómadár \| 1996. \| Nemzeti Színház \| Manci, a Grófné lánya \| \| Madách Imre \| Az ember tragédiája \| 1997. \| Nemzeti Színház - Várszínház \| \| \| William Shakespeare \| Tévedések vígjátéka \| 1997. \| Nemzeti Színház \| Luca \| \| Móricz Zsigmond \| Nem élhetek muzsikaszó nélkül \| 1997. \| Nemzeti Színház \| Biri \| \| Peter Weiss \| Jean Paul Marat üldöztetése és meggyilkolása, ahogy a charentoni elmegyógyintézet színjátszói előadják De Sade úr betanításában \| 1998. \| Nemzeti Színház - Várszínház \| Coulmier leánya \| \| Sütő András \| Balkáni gerle \| 1998. \| Nemzeti Színház \| Zsófika \| \| Szabó Magda \| Régimódi történet \| 1999. \| Nemzeti Színház \| Gizella \| \| Herczeg Ferenc \| Majomszínház \| 1999. \| Nemzeti Színház \| Jokó \| \| Pianosa Giorgio, Pozsgai Zsolt \| A család játékai \| 2000. \| Nemzeti Színház Várszínház \| Irene \| \| Thuróczy Katalin \| A két Hunyadi \| 2000. \| Diósgyőri várjátékok \| Andulka \| \| Vörösmarty Mihály, Görgey Gábor \| Handabasa avagy a fátyol titka \| 2000. \| Budaörsi Játékszín Nyári Lakótelepi Színháza \| Lidi, Vilma szobalánya \| \| Vörösmarty Mihály \| Csongor és Tünde \| 2000. \| Magyar Színház \| Duzzog \| \| Prosper Merimée, Alekszandr Puskin, Georges Bizet, Henri Meilhac, Ludovic Halévy, spanyol folklór elemek, Szergej Maszlobojscsikov \| Carmen \| 2001. \| Magyar Színház \| Dorothea \| \| John-Michael Tebelak \| Godspell \| 2002. \| Magyar Színház \| \| \| Heltai Jenő \| A néma levente \| 2002. \| Magyar Színház és Siklósi Nyári Várszínház \| Carlotta, komorna \| \| Szép Ernő \| Patika \| 2002. \| Magyar Színház \| Kati \| \| Eugène Ionesco \| Jacques vagy a behódolás \| 2002. \| Maladype Találkozások Szinháza \| Jacques mama \| \| William Shakespeare \| Vízkereszt, vagy amit akartok \| 2002. \| Magyar Színház \| Viola \| \| Michel de Ghelderode \| Bolondok iskolája \| 2003. \| Maladype Társulat Szkéné Színház \| \| \| Csukás István \| Utazás a szempillám mögött \| 2003. \| Magyar Színház \| Harmadik seregély, Harmadik nyúl Első szónok, Tanítónéni, Első vakond Pukkancs egér \| \| Weöres Sándor \| Theomachia \| 2003. \| Bárka Színház \| Typhon \| \| Jean Genet \| Négerek \| 2004. \| Bárka Színház - Vívóterem \| Felicitas (basszus) (kettős szereposztás) \| \| Friedrich Hölderlin \| Empedoklész \| 2005. \| Bárka Színház \| Mekadész \| \| \| \| \| \| \| \| Martos Ferenc, Bakonyi Károly \| Bob herceg \| 2003. \| Magyar Színház \| Rézi, csaposlány \| \| Molière \| Tudós nők \| 2004. \| Szentendrei Teátrum - Városháza Udvara \| Mari, szakácsné \| \| Molière \| Tudós nők \| 2004. \| Magyar Színház - Sinkovits Imre Színpad \| Mari, szakácsné \| \| Yasmina Reza \| Egy élet háromszor \| 2004. \| Magyar Színház - Sinkovits Imre Színpad \| Sonia \| \| Balázs Ágnes \| Andersen, avagy a mesék meséje \| 2004. \| Magyar Színház \| Gerda \| \| Hector Crémieux, Ludovic Halévy \| Orfeusz az alvilágban \| 2005. \| Magyar Színház \| Popo (kettős szereposztás) \| \| Molière \| Scapin furfangjai \| 2005. \| Városházi Esték (Békéscsaba) \| Zerbinette, Leander szerelme \| \| Rainer Werner Fassbinder \| Petra von Kant keserű könnyei \| 2006. \| Magyar Színház Sinkovits Imre Stúdiószínpad \| Marlene \| \| Heltai Jenő \| Naftalin \| 2006. \| Budapesti Játékszín \| Patkány Etus (kettős szereposztás) \| \| Nepp József, Ternovszky Béla (rajzfilm), Valla Attila, Szikora Róbert \| Macskafogó \| 2006. \| Magyar Színház \| Cookie \| \| Tamási Áron, Pozsgai Zsolt \| Ábel \| 2007. \| Magyar Színház \| Tekla kecske \| \| Szigligeti Ede \| Liliomfi \| 2007. \| Magyar Színház \| Erzsi, Kányai leánya \| \| Lars von Trier (film), Guelmino Sándor, Gecsényi Györgyi \| Hullámtörés \| 2008. \| Magyar Színház Sinkovits Imre Színpad \| Bess \| \| Füst Milán \| Máli néni \| 2008. \| Magyar Színház \| Tilda, a vezérigazgató lánya \| \| Bertolt Brecht \| A szecsuáni jó ember \| 2009. \| Magyar Színház \| Sen Te; Sui Ta \| \| Anton Pavlovics Csehov \| Cseresznyéskert \| 2009. \| Vörösmarty Színház \| Sarlotta Ivanovna, nevelőnő \| \| Molnár Ferenc \| Liliom \| 2010. \| Magyar Színház \| Mari \| \| Füst Milán, Galambos Péter, Faragó Zsuzsa \| A feleségem története \| 2010. \| Magyar Színház \| Lotty \| \| Tennessee Williams \| Macska a forró tetőn \| 2011. \| Magyar Színház \| Mae \| \| Georges Feydeau \| Osztrigás Mici \| 2011. \| Magyar Színház \| Mme Virette \| \| Szép Ernő \| Lila ákác \| 2011. \| Magyar Színház \| Hédi; Stefi \| \| Janikovszky Éva, Szabó Borbála \| Égigérő fű \| 2013. \| Magyar Színház \| Az egyik fiatal \| \| Astrid Lindgren, Tótfalusi István \| Harisnyás Pippi \| 2015. \| Magyar Színház \| Harisnyás Pippi \| \| Carlo Goldoni, Török Tamara: \| Chioggiai csetepaté[5] \| 2015. \| Magyar Színház \| Orsetta (Orsolina), fiatal lány, Libera húga \| \| Molière, Bognár Róbert \| A fösvény[6] \| 2017. \| Pesti Magyar Színház \| Frosine, házasságszerző \| \| Lackfi János \| Hinták \| 2017. \| Lengyel Intézet (Budapest) \| \| \| \| \| . \| \| \| | |                 |                                                  |                                                                                     |
| Szerző | A darab címe | Bemutató dátuma | S z í n h á z                                    | Játszott szerep                                                                     |
| Emmet Lavery | Az Úr katonái | 1995.           | Nemzeti Színi Akadémia, Várszínház - Refektórium | Jimmy                                                                               |
| Victorien Sardou, Émile Moreau | Szókimondó asszonyság | 1995.           | Nemzeti Színház                                  | Vereske                                                                             |
| Lengyel Menyhért (novella), Thomas Meehan, Ronnie Graham (filmforgatókönyv), Bodolay Géza | Lenni vagy nem lenni | 1995.           | Nemzeti Színház                                  | Ellenálló                                                                           |
| Csiky Gergely | A nagymama | 1996.           | Nemzeti Színház                                  | Piroska                                                                             |
| Johann Nepomuk Nestroy, Heltai Jenő | Lumpáciusz Vagabundusz vagy a három jómadár                                                                                     | 1996.           | Nemzeti Színház                                  | Manci, a Grófné lánya                                                               |
| Madách Imre | Az ember tragédiája | 1997.           | Nemzeti Színház - Várszínház                     |                                                                                     |
| William Shakespeare | Tévedések vígjátéka | 1997.           | Nemzeti Színház                                  | Luca                                                                                |
| Móricz Zsigmond | Nem élhetek muzsikaszó nélkül                                                                                                   | 1997.           | Nemzeti Színház                                  | Biri                                                                                |
| Peter Weiss | Jean Paul Marat üldöztetése és meggyilkolása, ahogy a charentoni elmegyógyintézet színjátszói előadják De Sade úr betanításában | 1998.           | Nemzeti Színház - Várszínház                     | Coulmier leánya                                                                     |
| Sütő András | Balkáni gerle | 1998.           | Nemzeti Színház                                  | Zsófika                                                                             |
| Szabó Magda | Régimódi történet | 1999.           | Nemzeti Színház                                  | Gizella                                                                             |
| Herczeg Ferenc | Majomszínház | 1999.           | Nemzeti Színház                                  | Jokó                                                                                |
| Pianosa Giorgio, Pozsgai Zsolt | A család játékai | 2000.           | Nemzeti Színház Várszínház                       | Irene                                                                               |
| Thuróczy Katalin | A két Hunyadi | 2000.           | Diósgyőri várjátékok                             | Andulka                                                                             |
| Vörösmarty Mihály, Görgey Gábor | Handabasa avagy a fátyol titka                                                                                                  | 2000.           | Budaörsi Játékszín Nyári Lakótelepi Színháza     | Lidi, Vilma szobalánya                                                              |
| Vörösmarty Mihály | Csongor és Tünde | 2000.           | Magyar Színház                                   | Duzzog                                                                              |
| Prosper Merimée, Alekszandr Puskin, Georges Bizet, Henri Meilhac, Ludovic Halévy, spanyol folklór elemek, Szergej Maszlobojscsikov | Carmen | 2001.           | Magyar Színház                                   | Dorothea                                                                            |
| John-Michael Tebelak | Godspell | 2002.           | Magyar Színház                                   |                                                                                     |
| Heltai Jenő | A néma levente | 2002.           | Magyar Színház és Siklósi Nyári Várszínház       | Carlotta, komorna                                                                   |
| Szép Ernő | Patika | 2002.           | Magyar Színház                                   | Kati                                                                                |
| Eugène Ionesco | Jacques vagy a behódolás | 2002.           | Maladype Találkozások Szinháza                   | Jacques mama                                                                        |
| William Shakespeare | Vízkereszt, vagy amit akartok                                                                                                   | 2002.           | Magyar Színház                                   | Viola                                                                               |
| Michel de Ghelderode | Bolondok iskolája | 2003.           | Maladype Társulat Szkéné Színház                 |                                                                                     |
| Csukás István | Utazás a szempillám mögött | 2003.           | Magyar Színház                                   | Harmadik seregély, Harmadik nyúl Első szónok, Tanítónéni, Első vakond Pukkancs egér |
| Weöres Sándor | Theomachia | 2003.           | Bárka Színház                                    | Typhon                                                                              |
| Jean Genet | Négerek | 2004.           | Bárka Színház - Vívóterem                        | Felicitas (basszus) (kettős szereposztás)                                           |
| Friedrich Hölderlin | Empedoklész | 2005.           | Bárka Színház                                    | Mekadész                                                                            |
| | |                 |                                                  |                                                                                     |
| Martos Ferenc, Bakonyi Károly | Bob herceg | 2003.           | Magyar Színház                                   | Rézi, csaposlány                                                                    |
| Molière | Tudós nők | 2004.           | Szentendrei Teátrum - Városháza Udvara           | Mari, szakácsné                                                                     |
| Molière | Tudós nők | 2004.           | Magyar Színház - Sinkovits Imre Színpad          | Mari, szakácsné                                                                     |
| Yasmina Reza | Egy élet háromszor | 2004.           | Magyar Színház - Sinkovits Imre Színpad          | Sonia                                                                               |
| Balázs Ágnes | Andersen, avagy a mesék meséje                                                                                                  | 2004.           | Magyar Színház                                   | Gerda                                                                               |
| Hector Crémieux, Ludovic Halévy | Orfeusz az alvilágban | 2005.           | Magyar Színház                                   | Popo (kettős szereposztás)                                                          |
| Molière | Scapin furfangjai | 2005.           | Városházi Esték (Békéscsaba)                     | Zerbinette, Leander szerelme                                                        |
| Rainer Werner Fassbinder | Petra von Kant keserű könnyei                                                                                                   | 2006.           | Magyar Színház Sinkovits Imre Stúdiószínpad      | Marlene                                                                             |
| Heltai Jenő | Naftalin | 2006.           | Budapesti Játékszín                              | Patkány Etus (kettős szereposztás)                                                  |
| Nepp József, Ternovszky Béla (rajzfilm), Valla Attila, Szikora Róbert | Macskafogó | 2006.           | Magyar Színház                                   | Cookie                                                                              |
| Tamási Áron, Pozsgai Zsolt | Ábel | 2007.           | Magyar Színház                                   | Tekla kecske                                                                        |
| Szigligeti Ede | Liliomfi | 2007.           | Magyar Színház                                   | Erzsi, Kányai leánya                                                                |
| Lars von Trier (film), Guelmino Sándor, Gecsényi Györgyi | Hullámtörés | 2008.           | Magyar Színház Sinkovits Imre Színpad            | Bess                                                                                |
| Füst Milán | Máli néni | 2008.           | Magyar Színház                                   | Tilda, a vezérigazgató lánya                                                        |
| Bertolt Brecht | A szecsuáni jó ember | 2009.           | Magyar Színház                                   | Sen Te; Sui Ta                                                                      |
| Anton Pavlovics Csehov | Cseresznyéskert | 2009.           | Vörösmarty Színház                               | Sarlotta Ivanovna, nevelőnő                                                         |
| Molnár Ferenc | Liliom | 2010.           | Magyar Színház                                   | Mari                                                                                |
| Füst Milán, Galambos Péter, Faragó Zsuzsa | A feleségem története | 2010.           | Magyar Színház                                   | Lotty                                                                               |
| Tennessee Williams | Macska a forró tetőn | 2011.           | Magyar Színház                                   | Mae                                                                                 |
| Georges Feydeau | Osztrigás Mici | 2011.           | Magyar Színház                                   | Mme Virette                                                                         |
| Szép Ernő | Lila ákác | 2011.           | Magyar Színház                                   | Hédi; Stefi                                                                         |
| Janikovszky Éva, Szabó Borbála | Égigérő fű | 2013.           | Magyar Színház                                   | Az egyik fiatal                                                                     |
| Astrid Lindgren, Tótfalusi István | Harisnyás Pippi | 2015.           | Magyar Színház                                   | Harisnyás Pippi                                                                     |
| Carlo Goldoni, Török Tamara: | Chioggiai csetepaté | 2015.           | Magyar Színház                                   | Orsetta (Orsolina), fiatal lány, Libera húga                                        |
| Molière, Bognár Róbert | A fösvény | 2017.           | Pesti Magyar Színház                             | Frosine, házasságszerző                                                             |
| Lackfi János | Hinták | 2017.           | Lengyel Intézet (Budapest)                       |                                                                                     |
| | | .               |                                                  |                                                                                     |

A színházi adattárban nem szereplő szerepei:
- Jeney Zoltán: Rév Fülöp - AKARATTYA (bemutató: 2014., szerepátvétel: 2016)[7][8]

### Jelenleg játszott szerepei
Az utolsó módosítás ebben a szakaszban:  2019. június 14., 13:28 (CEST)
A Pesti Magyar Színházban:
- Háy János: Házasságon innen, házasságon túl - FELESÉG (ERZSI)
- Astrid Lindgren, Tótfalusi István: Harisnyás Pippi - HARISNYÁS PIPPI
- Molière: A fösvény - FROSINE, házasságszerző
- Tim Firth: Naptárlányok - CELIA
- Johnny K. Palmer, Búzás Mihály, Paso Doble, Kirády Attila: SunCity - CSABI ANYUKÁJA
- Pierre Veber, Maurice Hennequin: Folytassa, Ciceró! - AGLAÉ

## Filmjei
- Téltemetés (2001)
- Andersen, avagy a mesék meséje (2007)
- Kelj fel és járj! (2007)
- Kaméleon (2008)
- Állomás (2008–2011)
- Holnap Tali! (2016–2018)[9][10]
- Tóth János (epizód: Hentes múzeum, 2017)
- The Age of Criminals (epizód: Pipás Pista, 2018)
- Foglyok (2019)
- Jófiúk (2019)
- Egyszer volt Budán Bödör Gáspár (2020)
- A renitens (2024)

## Szinkronszerepei
- 28 nap: Andrea - Azura Skye
- A belső tenger: Rosa - Lola Duenas
- A mindenttudó: Dahlia - Kat Dennings
- Yorkshire-i szívügyek: Clare Burns - Sunetra Sarker

## Díjai
- Farkas–Ratkó-díj (1999)
- Legjobb női alakítás - 47. Pécsi Független film és Videó Fesztivál (Téltemetés, 2001)
- Soós Imre-díj (2002)
- Főnix díj (2004, 2008, 2019[11])
- Jászai Mari-díj (2005)
- Agárdy-emléklánc (2006)
- Sík Ferenc-emlékgyűrű (2007)
- Szendrő József-díj (2008)[12]
- Iglódi István-emlékgyűrű (2015)[13]
- Ivánka Csaba-díj (2018)[14]
- Aase-díj (2023)[15]